# Naturschutzgebiet Am Kramenzelloch
Das Naturschutzgebiet Am Kramenzelloch mit einer Größe von 2,5 ha liegt südöstlich von Hesborn im Stadtgebiet von Hallenberg. Es wurde am 15. September 2004 mit dem Landschaftsplan Hallenberg durch den Hochsauerlandkreis als Naturschutzgebiet (NSG) ausgewiesen.

## Gebietsbeschreibung
Das NSG besteht aus extensivem Grünland, in dem sich Heiderelikte und Magerweiden finden.

## Tier- und Pflanzenarten im NSG
Auswahl vom Landesamt für Natur, Umwelt und Verbraucherschutz Nordrhein-Westfalen dokumentierter Tierarten im Gebiet: Dorngrasmücke, Neuntöter, Rebhuhn.
Auswahl vom Landesamt dokumentierter Pflanzenarten im Gebiet: Acker-Fuchsschwanzgras, Acker-Gauchheil, Acker-Glockenblume, Acker-Gänsedistel, Acker-Hellerkraut, Acker-Hornkraut, Acker-Schachtelhalm, Acker-Spörgel, Acker-Vergissmeinnicht, Acker-Witwenblume, Ackerwinde, Berg-Platterbse, Bergwiesen-Frauenmantel, Besenginster, Besenheide, Blutwurz, Breitblättriger Thymian, Breitblättriges Knabenkraut, Brennender Hahnenfuß, Dornige Hauhechel, Echte Kamille, Echtes Johanniskraut, Echtes Labkraut, Echtes Leinkraut, Feinblättrige Wicke, Feld-Ehrenpreis, Florentiner Habichtskraut, Gänseblümchen, Gamander-Ehrenpreis, Gemeiner Hohlzahn, Geflecktes Johanniskraut, Gewöhnlicher Natternkopf, Gewöhnliches Ferkelkraut,  Gewöhnliches Habichtskraut, Gewöhnliches Hirtentäschel, Ginster-Sommerwurz, Glattes Habichtskraut, Gras-Sternmiere, Große Sternmiere, Gundermann, Harzer Labkraut, Heide-Nelke, Heidelbeere, Jakobs-Greiskraut, Kleine Bibernelle, Kleine Braunelle, Kleiner Klappertopf, Kleiner Wiesenknopf, Kleines Habichtskraut, Knolliger Hahnenfuß, Kornblume, Kuckucks-Lichtnelke, Körner-Steinbrech, Magerwiesen-Margerite, Moschus-Malve, Purgier-Lein, Quell-Sternmiere, Quellen-Hornkraut, Quendelblättriges Sandkraut, Rapunzel-Glockenblume, Rote Schuppenmiere, Rote Taubnessel, Roter Fingerhut, Rundblättrige Glockenblume, Saat-Hohlzahn, Salbei-Gamander, Schmalblättriges Weidenröschen, Schwarze Königskerze, Schwarze Teufelskralle, Silber-Fingerkraut, Spitzlappiger Frauenmantel, Sumpf-Vergissmeinnicht, Viersamige Wicke, Vogelknöterich, Vogel-Wicke, Wald-Erdbeere, Weißes Labkraut, Wiesen-Bocksbart, Wiesen-Bärenklau, Wiesen-Flockenblume, Wiesen-Kerbel, Wilde Möhre, Zaun-Wicke. 	

## Schutzzweck
Das NSG soll das Grünland mit ihrem Arteninventar schützen. Zur Erhaltung und Entwicklung von Lebensgemeinschaften und Lebensstätten wildlebender, teils gefährdeter Arten, von Tier- und Pflanzenarten beizutragen. Wie bei allen Naturschutzgebieten in Deutschland wurde in der Schutzausweisung darauf hingewiesen, dass das Gebiet „wegen der Seltenheit, besonderen Eigenart und Schönheit des Gebietes“ als Naturschutzgebiet ausgewiesen wurde. Laut der NSG-Ausweisung wurde das Gebiet auch ausgewiesen, um zur Sicherung des ökologischen Netzes Natura 2000 der Europäischen Union im Sinne der Fauna-Flora-Habitat-Richtlinie beizutragen.